# Wahrnehmungsfehler
In der Psychologie werden Wahrnehmungsfehler, Wahrnehmungsstörungen und Wahrnehmungstäuschungen unterschieden. Zur Gruppe der Wahrnehmungsfehler gehören außer dem Primäreffekt, dem Halo-Effekt und dem Rezenzeffekt auch Fehler, die sich aus der sozialen Rolle, der Bewertung des sozialen Umfeldes, der Ähnlichkeit mit der Person des Beobachters, dem erlebten Kontrast zur Person des Beobachters oder einem logischen Fehler ergeben können.

## Primäreffekt
Der Primäreffekt (engl. primacy effect) bezeichnet den Eindruck, den man von einer Person gewinnt, wenn man sie zum ersten Mal sieht.
Eine Person erscheint dem Einzelnen als angenehm oder unangenehm, als sympathisch oder unsympathisch, sie ist ihm geheuer oder nicht geheuer. Dies geschieht unabhängig von anderen Eindrücken wie Alter, Geschlecht, Aussehen, Religion usw. Der erste Eindruck, den ein Mensch von einem anderen gewinnen kann, ist so stark, dass andere Eigenschaften einer Person nicht gesehen oder übersehen werden. Der Primäreffekt äußert sich am Anfang einer Beobachtungsphase, der Betreffende will eine Leistung erbringen; nach einem bestimmten Zeitabstand geht die Leistung zurück oder sie tritt nur noch sporadisch auf. Dabei spielen viele Alltäglichkeiten, die im Laufe des Lebens eines Individuums auftreten, eine Rolle. Der Primäreffekt ist für die objektive Wahrnehmung in der psychologischen Diagnostik eine nicht zu unterschätzende Größe.

## Halo-Effekt (Psychologie)
Der Halo-Effekt (oder Hofeffekt) (altgriechisch ἅλως hálōs oder ἅλων hálōn, deutsch ‚Lichthof‘, englisch halo effect) ist ein Beurteilungs- bzw. Wahrnehmungsfehler.
Einzelne Eigenschaften einer Person erzeugen einen Gesamteindruck, der die Wahrnehmung weiterer Eigenschaften der beurteilten Person „überstrahlt“. Vom Halo-Effekt wird gesprochen, wenn die Leistung während der gesamten Dauer der Beobachtung z. B. auch u. U. verdeckt vorhanden ist.
Beispiele hierfür sind unter anderem Eigenschaften wie:
- Ehrgeiz, Mittelmäßigkeit in der Leistung, Faulheit werden an einem Menschen als sich überlagernde Eigenschaft gesehen.
- Intelligenz versus Dummheit werden dem Individuum zugeschrieben.
- Fleiß entgegen der Eigenschaft der Faulheit,
- Gutes Aussehen versus Ungepflegtheit oder Hässlichkeit,
- Konsequentes Handeln versus inkonsequentes Handeln,
- Durchhaltevermögen versus Aufgeben
- Intrinsische Motivation versus Extrinsische Motivation
- Optimismus versus Pessimismus
- Hochleistung versus Leistungsschwäche

die an einem Individuum festgestellt werden.

### Ursachen für Halo-Effekte
Ursachen für die Entstehung eines Halo-Effekts werden verschiedenen Persönlichkeitsfaktoren zugeschrieben. So werden einem Menschen bei der ersten Begegnung unbewusst Charaktereigenschaften zugeschrieben, die sein Temperament bewerten, sein logisches Denken und sein individuelles situatives Verhalten einschätzen. Es finden unbewusste Bewertungen seiner Lebensfreude und seines Regel- und Normverständnisses statt. Wertungen der emotionalen Stabilität und sozialen Integration entstehen im ersten Moment einer Begegnung mit dem beurteilten Individuum. Wie viel Einfühlungsvermögen der Einzelne besitzt, ist genauso ein Faktor der menschlichen Wertung wie die Beobachtung und Bewertung der individuellen Aufmerksamkeit und des abstrakten Denkvermögens. Die Privatsphäre des Einzelnen ist nicht weniger der Beobachtungseckpfeiler menschlicher Bewertung als auch die individuelle Ängstlichkeit desselben. Die Offenheit für Neues spielt spätestens dann eine Rolle, wenn es um die soziale Integration in eine neue Gruppe geht. Hierbei sind zwei gegensätzliche Pole zu beobachten: Der Draufgängerische, der eher versucht, durch auffälliges Verhalten in der Gruppe Anklang zu finden. Dies kann durch verschiedene Eigenschaften belegt werden. Hier gibt es z. B. in einer Schulklasse den Klassenclown, der in jeder möglichen Form versucht, die Aufmerksamkeit der Gruppe durch Blödeleien auf sich zu ziehen, aber nicht zwangsläufig um von seinen anderen Eigenschaften abzulenken. Andererseits gibt es Schüler oder Mitarbeiter, die durch ihre offene, aggressive Art auffallen. Außerdem gibt es ganz ruhige Mitarbeiter, die sich entweder nicht trauen etwas zu sagen oder die einfach nichts sagen wollen, da die Vorstellung sie frustriert, dass sie z. B. zu wenig ernst genommen werden könnten. Das Selbstvertrauen des Einzelnen spielt in dieser Phase der Eingliederung in eine soziale Gruppe nicht weniger eine Rolle als die individuelle Ausprägung perfektionistischer Handlungen oder die allgemeine Ausprägung von Gefühlsregungen.

### Beispiele für Halo-Effekte
Ein Halo-Effekt kann z. B. bei der Einstellung eines neuen Mitarbeiters eintreten, wenn der neue Angestellte mit schmutziger Kleidung oder zerrissener Hose erscheint. Dies hinterlässt im Allgemeinen bei dem Firmenchef keinen für den künftigen Mitarbeiter günstigen Eindruck.
Auch bei der Vergabe eines Kredits oder Darlehens kann der Bankangestellte von dem Aussehen und der Kleidung des Kreditnehmers auf seine Liquidität und Bonität schließen. Ist die Kleidung z. B. sauber und gepflegt bzw. der Kreditnehmer in seiner ganzen Art evtl. auch noch eher heiter und gelassen, wird der Bankangestellte weniger auf die Formalitäten achten als bei einem Kunden, der ungepflegt und mürrisch daherkommt.
Von einer Serviererin mit einer weißen Schürze lässt der Einzelne sich lieber bedienen als von einem Ober, der Kaffeeflecken auf seiner Weste hat. Wenn die Serviererin dazu auch noch freundlich dem Kunden gegenüber auftritt, so wird sie eher besser beurteilt werden als der Ober, der evtl. unfreundlich ist, weil er die Kaffeeflecken gerade erst auf seiner Arbeitskleidung entdeckt hat.

### Halo-Effekte in Testfragen
Bei der Erstellung eines psychologischen Tests ist es möglich, dass einzelne Fragen den Beantworter so unter Stress setzen, dass andere Fragen nicht korrekt beantwortet werden. Dies ist ein Grund für eine mehrfache Wiederholung einzelner Fragen in einer Testreihe. Dabei müssen die Fragen so operationalisiert sein, dass die Reliabilität und Validität nicht durch eine mangelnde Objektivität des Testleiters in Frage gestellt werden können.

## Rezenzeffekt
Von einem Rezenzeffekt (engl. recency effect) wird dann gesprochen, wenn bei einem Individuum am Ende einer Beobachtungsphase ein Verhalten auftritt, welches vor Ablauf der Phase noch nicht bemerkt wurde und auch nicht vorherzusehen war. Der Rezenzeffekt tritt auf, wenn die Leistung erst am Ende einer Beobachtungsphase zum ersten Mal vom Beobachter festgestellt wird.

## Weitere Wahrnehmungsfehler
Weitere mögliche Wahrnehmungsfehler sind:
- Logische Fehler sind Fehler, die bei der Bewertung von Eigenschaften, Merkmalen und Erscheinungsbild einer Person entstehen können. Ist ein Mensch als gutmütig bekannt, wird er z. B. auch als toleranter Mensch bezeichnet.
- ein Wahrnehmungsfehler, der aus der sozialen Rolle eines Menschen entstehen kann, bezieht sich auf die Merkmale, die dieser Rolle zugeschrieben werden. Ein gutes Beispiel ist der Bettler auf der Straße, der seinen Lebensunterhalt durch das Erbitten einer milden Gabe sichert oder der Arbeitslose, der den ganzen Tag vor dem Fernseher sitzt. Diesen Menschen wird Unsauberkeit oder übermäßiger Alkoholkonsum nachgesagt. Dass der Bettler sich jedoch den Begebenheiten der Umwelt anpasst und sich trotz allem wäscht, wird durch diesen Wahrnehmungsfehler ausgeblendet.
- Die Empfehlung einer gesellschaftlich gehobenen Person kann die Beurteilung positiv beeinflussen. Der Volksmund spricht dann von „guten Beziehungen“.

Dieses Beispiel gibt wieder, dass der sozialen Zugehörigkeit einer Person in der Gesellschaft bestimmte Eigenschaften zugeordnet werden.
- Ein Ähnlichkeitsfehler tritt dann auf, wenn Eigenschaften oder Charaktermerkmale der eigenen Person auch fremden Personen zugeschrieben werden. Ob es sich dabei um positive oder negative Eigenschaften handelt, ist für die Zuschreibung eher nicht relevant.
- Der Kontrastfehler ist ein Wahrnehmungsfehler, der anderen Personen Eigenschaften zuordnet, die beim Beobachter nicht vorhanden oder nicht ausgeprägt vorhanden sind.

## Ursachen für Wahrnehmungsfehler in der Wissenschaft
In der Wissenschaft werden Wahrnehmungsfehler hauptsächlich durch Fehler bei der Operationalisierung einer wissenschaftlichen Studie gemacht. Wenn Fehler in einem Test auftreten, so wirken diese sich auch auf die Validität und die Reliabilität des Tests aus.
Weitere Faktoren wie Kälte, Wärme, Farben, Raum und Zeit wirken auf die Wahrnehmung des Einzelnen.
Persönlichkeitsfaktoren spielen eine Rolle, denn sie sind entscheidend dafür, wie jemand sich selbst und andere Menschen wahrnimmt.

## Allgemeine Ursachen für Wahrnehmungsfehler
Wahrnehmungsfehler stellen sich durch die Verbindung zwischen Beobachtungen und Vorurteilen ein, die entweder verifiziert oder falsifiziert werden können. Sie finden sich in der Alltagspsychologie eines jeden Menschen und subjektivieren jedes nicht operationalisierte Beobachtungsergebnis.

## Auswirkungen von Wahrnehmungsfehlern
Wahrnehmungsfehler treten nicht nur beim Einzelnen auf. Sie treten genauso in Gruppen auf. Sie können durch einen Mangel an persönlicher Information und durch Unterschiede im Meinungsbild des Einzelnen und der dazugehörigen Gruppe bestehen sowie darin, dass einzelne Gruppenmitglieder zu sehr spezialisiert und themenbezogen arbeiten. Außerdem muss das Maß, sich einer Gruppe anzupassen, individuell auf den Einzelnen abgestimmt sein, was bedeutet, dass einzelne Personen, die beispielsweise wenn sie alleine sind, sehr gut arbeiten, in ihrer Arbeitsleistung in der Gruppe u. U. zurückfallen oder vielleicht versagen. Dies kann zu einer einseitigen Verzerrung des Meinungsbildes der Gruppe und nicht zuletzt des Einzelnen und zu Nonkonformität und Ausgrenzung führen.
Einen wichtigen Hinweis auf solche Wahrnehmungsfehler kann auch die Beurteilung von Persönlichkeitsfaktoren der einzelnen Personen geben. Ein eher als ängstlich wahrgenommener Mensch kann in einer Gruppe eher als ruhig und sensibel erscheinen und wird deswegen evtl. nicht als mutig eingeschätzt. Wird dieser Mensch einen Fragebogen ausfüllen, so wird er sich selbst wahrscheinlich mutiger einschätzen als die Gruppe dies tun würde.
Genauso kann es passieren, dass derselbe Mensch eine Situation eher als gefährlich einschätzt und versucht, diese Situation auf dem ihm bekannten Wege zu lösen. Die Gruppe kann sich irren, indem sie einen neuen Lösungsweg für diese Situation wählt und sich in eine größere Gefahr begibt als der Einzelne, der den ihm bekannten Weg gewählt hat.
Die Entscheidung, die gefällt wird, hängt somit immer von der Weisheit der einzelnen Entscheidungsträger, deren Wahrnehmungsfähigkeiten sowie von den Persönlichkeitsfaktoren ab, die in einer Gruppe auftreten.